# Interlands Lets voetbalelftal 2010-2019
Deze pagina toont een chronologisch en gedetailleerd overzicht van de interlands die het Lets voetbalelftal speelde in de periode 2010 – 2019.

## Interlands

### 2010
|                                                                 |                  |       |         |                                                                                         |
| 22 januari Vriendschappelijk № 292 «onderlinge duels» 16:00 uur | Zuid-Korea       | 1 – 0 | Letland | Estadio Ciudad de Málaga, Málaga Toeschouwers: 150 Scheidsrechter: Carlos Velasco (ESP) |
| 22 januari Vriendschappelijk № 292 «onderlinge duels» 16:00 uur | Kim Jae-Sung 55' |       |         | Estadio Ciudad de Málaga, Málaga Toeschouwers: 150 Scheidsrechter: Carlos Velasco (ESP) |

|                                                              |                 |       |                    |                                                                                          |
| 3 maart Vriendschappelijk № 293 «onderlinge duels» 16:00 uur | Angola          | 1 – 1 | Letland            | Estádio 11 de Novembro, Luanda Toeschouwers: 17.000 Scheidsrechter: António Caxala (ANG) |
| 3 maart Vriendschappelijk № 293 «onderlinge duels» 16:00 uur | Ricardo Job 76' |       | 45' Ģirts Karlsons | Estádio 11 de Novembro, Luanda Toeschouwers: 17.000 Scheidsrechter: António Caxala (ANG) |

|                                                             |                         |       |         |                                                                                      |
| 5 juni Vriendschappelijk № 294 «onderlinge duels» 16:00 uur | Ghana                   | 1 – 0 | Letland | Stadium:mk, Milton Keynes Toeschouwers: 8.108 Scheidsrechter: Mark Clattenburg (ENG) |
| 5 juni Vriendschappelijk № 294 «onderlinge duels» 16:00 uur | Quincy Owusu-Abeyie 88' |       |         | Stadium:mk, Milton Keynes Toeschouwers: 8.108 Scheidsrechter: Mark Clattenburg (ENG) |

|                                                            |          |       |         |                                                                                                 |
| 18 juni Baltische Beker № 295 «onderlinge duels» 16:10 uur | Litouwen | 0 – 0 | Letland | S. Dariaus- en S. Girėnostadion, Kaunas Toeschouwers: 1.000 Scheidsrechter: Hannes Kaasik (EST) |
| 18 juni Baltische Beker № 295 «onderlinge duels» 16:10 uur |          |       |         | S. Dariaus- en S. Girėnostadion, Kaunas Toeschouwers: 1.000 Scheidsrechter: Hannes Kaasik (EST) |

|                                                            |         |       |         |                                                                                                   |
| 19 juni Baltische Beker № 296 «onderlinge duels» 16:10 uur | Estland | 0 – 0 | Letland | S. Dariaus- en S. Girėnostadion, Kaunas Toeschouwers: 300 Scheidsrechter: Gediminas Mažeika (LTU) |
| 19 juni Baltische Beker № 296 «onderlinge duels» 16:10 uur |         |       |         | S. Dariaus- en S. Girėnostadion, Kaunas Toeschouwers: 300 Scheidsrechter: Gediminas Mažeika (LTU) |

|                                                                  |                                                                      |       |                      |                                                                                    |
| 11 augustus Vriendschappelijk № 297 «onderlinge duels» 16:10 uur | Tsjechië                                                             | 4 – 1 | Letland              | Stadion u Nisy, Liberec Toeschouwers: 7.456 Scheidsrechter: Sergej Dankovski (UKR) |
| 11 augustus Vriendschappelijk № 297 «onderlinge duels» 16:10 uur | Roman Bednář 49' Martin Fenin 54' Zdeněk Pospěch 74' Tomáš Necid 77' |       | 90' Aleksandrs Cauņa | Stadion u Nisy, Liberec Toeschouwers: 7.456 Scheidsrechter: Sergej Dankovski (UKR) |

|                                                                        |         |                                                  |         |                                                                             |
| 3 september EK-kwalificatie Groep F № 298 «onderlinge duels» 19:00 uur | Letland | 0 – 3                                            | Kroatië | Skontostadion, Riga Toeschouwers: 7.600 Scheidsrechter: Björn Kuipers (NED) |
| 3 september EK-kwalificatie Groep F № 298 «onderlinge duels» 19:00 uur |         | 43' Mladen Petrić 51' Ivica Olić 82' Darijo Srna |         | Skontostadion, Riga Toeschouwers: 7.600 Scheidsrechter: Björn Kuipers (NED) |

|                                                                        |       |                                           |         |                                                                                 |
| 7 september EK-kwalificatie Groep F № 299 «onderlinge duels» 18:30 uur | Malta | 0 – 2                                     | Letland | Ta' Qalistadion, Ta' Qali Toeschouwers: 6.000 Scheidsrechter: Tony Asumaa (FIN) |
| 7 september EK-kwalificatie Groep F № 299 «onderlinge duels» 18:30 uur |       | 42' Kaspars Gorkšs 85' Māris Verpakovskis |         | Ta' Qalistadion, Ta' Qali Toeschouwers: 6.000 Scheidsrechter: Tony Asumaa (FIN) |

|                                                                      |                       |       |         |                                                                                                |
| 8 oktober EK-kwalificatie Groep F № 300 «onderlinge duels» 19:45 uur | Griekenland           | 1 – 0 | Letland | Georgios Karaiskákisstadion, Piraeus Toeschouwers: 13.520 Scheidsrechter: Antonio Damato (ITA) |
| 8 oktober EK-kwalificatie Groep F № 300 «onderlinge duels» 19:45 uur | Vasilis Torosidis 58' |       |         | Georgios Karaiskákisstadion, Piraeus Toeschouwers: 13.520 Scheidsrechter: Antonio Damato (ITA) |

|                                                                       |                        |       |                   |                                                                               |
| 12 oktober EK-kwalificatie Groep F № 301 «onderlinge duels» 19:00 uur | Letland                | 1 – 1 | Georgië           | Skontostadion, Riga Toeschouwers: 4.330 Scheidsrechter: Manuel De Sousa (POR) |
| 12 oktober EK-kwalificatie Groep F № 301 «onderlinge duels» 19:00 uur | Aleksandrs Cauņa 90+1' |       | 74' David Siradze | Skontostadion, Riga Toeschouwers: 4.330 Scheidsrechter: Manuel De Sousa (POR) |

|                                                                  |             |       |         |                                                                                |
| 17 november Vriendschappelijk № 302 «onderlinge duels» 16:35 uur | China       | 1 – 0 | Letland | Tuodongstadion, Kunming Toeschouwers: 7.500 Scheidsrechter: Ko Hyung-jin (KOR) |
| 17 november Vriendschappelijk № 302 «onderlinge duels» 16:35 uur | Yang Xu 89' |       |         | Tuodongstadion, Kunming Toeschouwers: 7.500 Scheidsrechter: Ko Hyung-jin (KOR) |

### 2011
|                                                                 |                           |       |                                                           |                                                                                         |
| 9 februari Vriendschappelijk № 303 «onderlinge duels» 16:00 uur | Bolivia                   | 1 – 2 | Letland                                                   | Mardan Spor Kompleksi, Antalya Toeschouwers: 200 Scheidsrechter: Kenan Bajramović (BIH) |
| 9 februari Vriendschappelijk № 303 «onderlinge duels» 16:00 uur | Marcelo Moreno 55' (pen.) |       | 42' (pen.) Māris Verpakovskis 51' (pen.) Aleksandrs Cauņa | Mardan Spor Kompleksi, Antalya Toeschouwers: 200 Scheidsrechter: Kenan Bajramović (BIH) |

|                                                                     |                                   |       |                    |                                                                                      |
| 26 maart EK-kwalificatie Groep F № 304 «onderlinge duels» 18:05 uur | Israël                            | 2 – 1 | Letland            | Bloomfieldstadion, Tel Aviv Toeschouwers: 10.801 Scheidsrechter: Milorad Mažić (SRB) |
| 26 maart EK-kwalificatie Groep F № 304 «onderlinge duels» 18:05 uur | Elyaniv Barda 16' Beram Kayal 81' |       | 62' Kaspars Gorkšs | Bloomfieldstadion, Tel Aviv Toeschouwers: 10.801 Scheidsrechter: Milorad Mažić (SRB) |

|                                                                   |                             |       |                                            |                                                                          |
| 4 juni EK-kwalificatie Groep F № 305 «onderlinge duels» 17:30 uur | Letland                     | 1 – 2 | Israël                                     | Skontostadion, Riga Toeschouwers: 6.147 Scheidsrechter: Alan Kelly (IRL) |
| 4 juni EK-kwalificatie Groep F № 305 «onderlinge duels» 17:30 uur | Aleksandrs Cauņa 62' (pen.) |       | 19' Yossi Benayoun 43' (pen.) Tal Ben Haim | Skontostadion, Riga Toeschouwers: 6.147 Scheidsrechter: Alan Kelly (IRL) |

|                                                             |                                                                  |       |                      |                                                                       |
| 7 juni Vriendschappelijk № 306 «onderlinge duels» 19:30 uur | Oostenrijk                                                       | 3 – 1 | Letland              | UPC Arena, Graz Toeschouwers: 8.500 Scheidsrechter: Simon Evans (WAL) |
| 7 juni Vriendschappelijk № 306 «onderlinge duels» 19:30 uur | Christopher Dibon 75' Martin Harnik 81' Martin Harnik 90' (pen.) |       | 49' Pāvels Mihadjuks | UPC Arena, Graz Toeschouwers: 8.500 Scheidsrechter: Simon Evans (WAL) |

|                                                                  |         |                                         |         |                                                                                    |
| 10 augustus Vriendschappelijk № 307 «onderlinge duels» 17:35 uur | Letland | 0 – 2                                   | Finland | Skontostadion, Riga Toeschouwers: 5.314 Scheidsrechter: Vladislav Bezborodov (RUS) |
| 10 augustus Vriendschappelijk № 307 «onderlinge duels» 17:35 uur |         | 58' Kasper Hämäläinen 88' Timo Furuholm |         | Skontostadion, Riga Toeschouwers: 5.314 Scheidsrechter: Vladislav Bezborodov (RUS) |

|                                                                        |         |                      |         |                                                                                            |
| 2 september EK-kwalificatie Groep F № 308 «onderlinge duels» 18:00 uur | Georgië | 0 – 1                | Letland | Micheil Meschistadion, Tbilisi Toeschouwers: 40.500 Scheidsrechter: Leontios Trattou (CYP) |
| 2 september EK-kwalificatie Groep F № 308 «onderlinge duels» 18:00 uur |         | 63' Aleksandrs Cauņa |         | Micheil Meschistadion, Tbilisi Toeschouwers: 40.500 Scheidsrechter: Leontios Trattou (CYP) |

|                                                                        |                      |       |                           |                                                                                 |
| 6 september EK-kwalificatie Groep F № 309 «onderlinge duels» 19:30 uur | Letland              | 1 – 1 | Griekenland               | Skontostadion, Riga Toeschouwers: 5.415 Scheidsrechter: Stanislav Todorov (BUL) |
| 6 september EK-kwalificatie Groep F № 309 «onderlinge duels» 19:30 uur | Aleksandrs Cauņa 19' |       | 84' Kyriakos Papadopoulos | Skontostadion, Riga Toeschouwers: 5.415 Scheidsrechter: Stanislav Todorov (BUL) |

|                                                                      |                                            |       |       |                                                                             |
| 7 oktober EK-kwalificatie Groep F № 310 «onderlinge duels» 18:00 uur | Letland                                    | 2 – 0 | Malta | Skontostadion, Riga Toeschouwers: 4.500 Scheidsrechter: Richard Trutz (SVK) |
| 7 oktober EK-kwalificatie Groep F № 310 «onderlinge duels» 18:00 uur | Aleksejs Višņakovs 33' Artjoms Rudņevs 83' |       |       | Skontostadion, Riga Toeschouwers: 4.500 Scheidsrechter: Richard Trutz (SVK) |

|                                                                       |                                          |       |         |                                                                                   |
| 11 oktober EK-kwalificatie Groep F № 311 «onderlinge duels» 18:00 uur | Kroatië                                  | 2 – 0 | Letland | Stadion Kantrida, Rijeka Toeschouwers: 8.370 Scheidsrechter: Antony Gautier (FRA) |
| 11 oktober EK-kwalificatie Groep F № 311 «onderlinge duels» 18:00 uur | Eduardo da Silva 66' Mario Mandžukić 72' |       |         | Stadion Kantrida, Rijeka Toeschouwers: 8.370 Scheidsrechter: Antony Gautier (FRA) |

### 2012
|                                                                  |         |       |            |                                                                                           |
| 29 februari Vriendschappelijk № 312 «onderlinge duels» 13:30 uur | Letland | 0 – 0 | Kazachstan | Antalya Atatürk Stadion, Antalya Toeschouwers: 500 Scheidsrechter: Veaceslav Banari (MDA) |
| 29 februari Vriendschappelijk № 312 «onderlinge duels» 13:30 uur |         |       |            | Antalya Atatürk Stadion, Antalya Toeschouwers: 500 Scheidsrechter: Veaceslav Banari (MDA) |

|                                                             |                   |       |         |                                                                                         |
| 22 mei Vriendschappelijk № 313 «onderlinge duels» 19:45 uur | Polen             | 1 – 0 | Letland | Wörtherseestadion, Klagenfurt Toeschouwers: 15.000 Scheidsrechter: Harald Lechner (AUT) |
| 22 mei Vriendschappelijk № 313 «onderlinge duels» 19:45 uur | Artur Sobiech 82' |       |         | Wörtherseestadion, Klagenfurt Toeschouwers: 15.000 Scheidsrechter: Harald Lechner (AUT) |

|                                                                | |       |          |                                                                                             |
| 1 juni Baltische Beker 2012 № 314 «onderlinge duels» 16:30 uur | Letland | 5 – 0 | Litouwen | Võru Spordikeskuse Staadion, Võru Toeschouwers: 800 Scheidsrechter: Gediminas Mažeika (LTU) |
| 1 juni Baltische Beker 2012 № 314 «onderlinge duels» 16:30 uur | Aleksandrs Cauņa 12' (pen.) Edgars Gauračs 17' Aleksejs Višņakovs 35' Edgars Gauračs 48' Vitalijs Smirnovs 80' |       |          | Võru Spordikeskuse Staadion, Võru Toeschouwers: 800 Scheidsrechter: Gediminas Mažeika (LTU) |

|                                                                |                      |       |                    |                                                                                               |
| 3 juni Baltische Beker 2012 № 315 «onderlinge duels» 12:30 uur | Finland              | 1 – 1 | Letland            | Võru Spordikeskuse Staadion, Võru Toeschouwers: 1.200 Scheidsrechter: Gediminas Mažeika (LTU) |
| 3 juni Baltische Beker 2012 № 315 «onderlinge duels» 12:30 uur | Toni Kolehmainen 52' |       | 54' Edgars Gauračs | Võru Spordikeskuse Staadion, Võru Toeschouwers: 1.200 Scheidsrechter: Gediminas Mažeika (LTU) |

|                                                                  |                                       |       |         |                                                                                       |
| 15 augustus Vriendschappelijk № 316 «onderlinge duels» 20:30 uur | Montenegro                            | 2 – 0 | Letland | Pod Goricomstadion, Podgorica Toeschouwers: 5.000 Scheidsrechter: Danilo Grujić (SRB) |
| 15 augustus Vriendschappelijk № 316 «onderlinge duels» 20:30 uur | Stevan Jovetić 36' Filip Kasalica 76' |       |         | Pod Goricomstadion, Podgorica Toeschouwers: 5.000 Scheidsrechter: Danilo Grujić (SRB) |

|                                                                        |                             |       |                                           |                                                                          |
| 7 september WK-kwalificatie Groep G № 317 «onderlinge duels» 19:30 uur | Letland                     | 1 – 2 | Griekenland                               | Skontostadion, Riga Toeschouwers: 7.956 Scheidsrechter: Ivan Bebek (CRO) |
| 7 september WK-kwalificatie Groep G № 317 «onderlinge duels» 19:30 uur | Aleksandrs Cauņa 42' (pen.) |       | 57' Nikos Spyropoulos 69' Theofanis Gekas | Skontostadion, Riga Toeschouwers: 7.956 Scheidsrechter: Ivan Bebek (CRO) |

|                                                                         |                                                                                          |       |                   |                                                                               |
| 11 september WK-kwalificatie Groep G № 318 «onderlinge duels» 20:00 uur | Bosnië en Herzegovina                                                                    | 4 – 1 | Letland           | Bilino Polje, Zenica Toeschouwers: 12.000 Scheidsrechter: Deniz Aytekin (GER) |
| 11 september WK-kwalificatie Groep G № 318 «onderlinge duels» 20:00 uur | Zvjezdan Misimović 12' (pen.) Miralem Pjanić 44' Zvjezdan Misimović 54' Edin Džeko 90+1' |       | 5' Kaspars Gorkšs | Bilino Polje, Zenica Toeschouwers: 12.000 Scheidsrechter: Deniz Aytekin (GER) |

|                                                                       |                                         |       |                               |                                                                                       |
| 12 oktober WK-kwalificatie Groep G № 319 «onderlinge duels» 20:15 uur | Slowakije                               | 2 – 1 | Letland                       | Štadión Pasienky, Bratislava Toeschouwers: 4.012 Scheidsrechter: Danny Makkelie (NED) |
| 12 oktober WK-kwalificatie Groep G № 319 «onderlinge duels» 20:15 uur | Marek Hamšík 6' (pen.) Marek Sapara 10' |       | 84' (pen.) Māris Verpakovskis | Štadión Pasienky, Bratislava Toeschouwers: 4.012 Scheidsrechter: Danny Makkelie (NED) |

|                                                                       |                                         |       |               |                                                                             |
| 16 oktober WK-kwalificatie Groep G № 320 «onderlinge duels» 18:00 uur | Letland                                 | 2 – 0 | Liechtenstein | Skontostadion, Riga Toeschouwers: 4.073 Scheidsrechter: István Kovács (ROM) |
| 16 oktober WK-kwalificatie Groep G № 320 «onderlinge duels» 18:00 uur | Vladimirs Kamešs 29' Edgars Gauračs 77' |       |               | Skontostadion, Riga Toeschouwers: 4.073 Scheidsrechter: István Kovács (ROM) |

### 2013
|                                                                           |                                                         |       |         |                                                                                     |
| 6 februari Vriendschappelijk Kirin Challenge Cup № 321 «onderlinge duels» | Japan                                                   | 3 – 0 | Letland | Home's Stadium Kobe, Kobe Toeschouwers: 28.607 Scheidsrechter: Kim Jong-Hyeok (KOR) |
| 6 februari Vriendschappelijk Kirin Challenge Cup № 321 «onderlinge duels» | Shinji Okazaki 41' Keisuke Honda 60' Shinji Okazaki 61' |       |         | Home's Stadium Kobe, Kobe Toeschouwers: 28.607 Scheidsrechter: Kim Jong-Hyeok (KOR) |

|                                                                     |                       |       |                      |                                                                                |
| 22 maart WK-kwalificatie Groep G № 322 «onderlinge duels» 19:30 uur | Liechtenstein         | 1 – 1 | Letland              | Rheinparkstadion, Vaduz Toeschouwers: 1.200 Scheidsrechter: Kevin Clancy (SCO) |
| 22 maart WK-kwalificatie Groep G № 322 «onderlinge duels» 19:30 uur | Michele Polverino 17' |       | 30' Aleksandrs Cauņa | Rheinparkstadion, Vaduz Toeschouwers: 1.200 Scheidsrechter: Kevin Clancy (SCO) |

|                                                             |                                                                              |       |                     |                                                                                           |
| 24 mei Vriendschappelijk № 323 «onderlinge duels» 19:00 uur | Qatar                                                                        | 3 – 1 | Letland             | Jassim Bin Hamadstadion, Doha Toeschouwers: 1.000 Scheidsrechter: Sándor Andó-Szabó (HUN) |
| 24 mei Vriendschappelijk № 323 «onderlinge duels» 19:00 uur | Ibrahim Majed Abdullmajed 35' Magid Mohammed Hassan 66' Jarallah Al Mari 81' |       | 22' Jurijs Žigajevs | Jassim Bin Hamadstadion, Doha Toeschouwers: 1.000 Scheidsrechter: Sándor Andó-Szabó (HUN) |

|                                                             |                                                            |       |                                                       |                                                                                                 |
| 28 mei Vriendschappelijk № 324 «onderlinge duels» 19:45 uur | Letland                                                    | 3 – 3 | Turkije                                               | Schauinsland-Reisen-Arena, Duisburg Toeschouwers: 7.245 Scheidsrechter: Thorsten Kinhöfer (GER) |
| 28 mei Vriendschappelijk № 324 «onderlinge duels» 19:45 uur | Edgars Gauračs 53' Valērijs Šabala 68' Valērijs Šabala 84' |       | 8' Olcay Şahan 23' (pen.) Selçuk İnan 59' Veysel Sarı | Schauinsland-Reisen-Arena, Duisburg Toeschouwers: 7.245 Scheidsrechter: Thorsten Kinhöfer (GER) |

|                                                                   |         |                                                                                           |                       |                                                                         |
| 7 juni WK-kwalificatie Groep G № 325 «onderlinge duels» 18:30 uur | Letland | 0 – 5                                                                                     | Bosnië en Herzegovina | Skontostadion, Riga Toeschouwers: 7.700 Scheidsrechter: Mike Dean (ENG) |
| 7 juni WK-kwalificatie Groep G № 325 «onderlinge duels» 18:30 uur |         | 48' Senad Lulić 53' Vedad Ibišević 63' Haris Međunjanin 80' Miralem Pjanić 82' Edin Džeko |                       | Skontostadion, Riga Toeschouwers: 7.700 Scheidsrechter: Mike Dean (ENG) |

|                                                                  |                    |       |                    |                                                                                    |
| 14 augustus Vriendschappelijk № 326 «onderlinge duels» 18:00 uur | Estland            | 1 – 1 | Letland            | A. Le Coq Arena, Tallinn Toeschouwers: 5.686 Scheidsrechter: Michael Lerjéus (SWE) |
| 14 augustus Vriendschappelijk № 326 «onderlinge duels» 18:00 uur | Dmitri Kruglov 68' |       | 73' Artūrs Zjuzins | A. Le Coq Arena, Tallinn Toeschouwers: 5.686 Scheidsrechter: Michael Lerjéus (SWE) |

|                                                                        |                                        |       |                           |                                                                                    |
| 6 september WK-kwalificatie Groep G № 327 «onderlinge duels» 21:10 uur | Letland                                | 2 – 1 | Litouwen                  | Skontostadion, Riga Toeschouwers: 7.306 Scheidsrechter: Sébastien Delferière (BEL) |
| 6 september WK-kwalificatie Groep G № 327 «onderlinge duels» 21:10 uur | Nauris Bulvītis 20' Artūrs Zjuzins 42' |       | 44' Deivydas Matulevičius | Skontostadion, Riga Toeschouwers: 7.306 Scheidsrechter: Sébastien Delferière (BEL) |

|                                                               |                          |       |         | |
| 10 september WK-kwalificatie Groep G № 328 «onderlinge duels» | Griekenland              | 1 – 0 | Letland | Georgios Karaiskákisstadion, Piraeus Toeschouwers: 18.983 Scheidsrechter: Kristinn Jakobsson (ISL) |
| 10 september WK-kwalificatie Groep G № 328 «onderlinge duels» | Dimitrios Salpigidis 58' |       |         | Georgios Karaiskákisstadion, Piraeus Toeschouwers: 18.983 Scheidsrechter: Kristinn Jakobsson (ISL) |

|                                                             |                                          |       |         |                                                                              |
| 10 oktober WK-kwalificatie Groep G № 329 «onderlinge duels» | Litouwen                                 | 2 – 0 | Letland | LFF-stadion, Vilnius Toeschouwers: 2.900 Scheidsrechter: Petur Reinert (FAR) |
| 10 oktober WK-kwalificatie Groep G № 329 «onderlinge duels» | Fiodor Černych 8' Saulius Mikoliūnas 68' |       |         | LFF-stadion, Vilnius Toeschouwers: 2.900 Scheidsrechter: Petur Reinert (FAR) |

|                                                             |                                       |       |                                     |                                                                                |
| 15 oktober WK-kwalificatie Groep G № 330 «onderlinge duels» | Letland                               | 2 – 2 | Slowakije                           | Skontostadion, Rīga Toeschouwers: 3.813 Scheidsrechter: Jevhen Aranovsky (UKR) |
| 15 oktober WK-kwalificatie Groep G № 330 «onderlinge duels» | Valērijs Šabala 47' Renārs Rode 90+2' |       | 9' Martin Jakubko 16' Kornel Saláta | Skontostadion, Rīga Toeschouwers: 3.813 Scheidsrechter: Jevhen Aranovsky (UKR) |

|                                                                  |                                                   |       |         |                                                                                |
| 15 november Vriendschappelijk № 331 «onderlinge duels» 20:45 uur | Ierland                                           | 3 – 0 | Letland | Avivastadion, Dublin Toeschouwers: 37.100 Scheidsrechter: Andreas Ekberg (SWE) |
| 15 november Vriendschappelijk № 331 «onderlinge duels» 20:45 uur | Robbie Keane 22' Aiden McGeady 68' Shane Long 79' |       |         | Avivastadion, Dublin Toeschouwers: 37.100 Scheidsrechter: Andreas Ekberg (SWE) |

### 2014
|                                                              |                                             |       |                               |                                                                                 |
| 5 maart Vriendschappelijk № 332 «onderlinge duels» 19:30 uur | Macedonië                                   | 2 – 1 | Letland                       | Philip II Arena, Skopje Toeschouwers: 4.000 Scheidsrechter: Lorenc Jemini (ALB) |
| 5 maart Vriendschappelijk № 332 «onderlinge duels» 19:30 uur | Jovan Kostovski 29' Agim Ibraimi 72' (pen.) |       | 66' (e.d.) Daniel Georgievski | Philip II Arena, Skopje Toeschouwers: 4.000 Scheidsrechter: Lorenc Jemini (ALB) |

|                                                      |         |       |         |                                                                                  |
| 29 mei Baltische Beker 2014 № 333 «onderlinge duels» | Letland | 0 – 0 | Estland | Daugavastadion, Liepāja Toeschouwers: 2.115 Scheidsrechter: Sergejus Slyva (LTU) |
| 29 mei Baltische Beker 2014 № 333 «onderlinge duels» |         |       |         | Daugavastadion, Liepāja Toeschouwers: 2.115 Scheidsrechter: Sergejus Slyva (LTU) |

|                                                      |                    |       |          |                                                                                 |
| 31 mei Baltische Beker 2014 № 334 «onderlinge duels» | Letland            | 1 – 0 | Litouwen | Daugavastadion, Liepāja Toeschouwers: 2.300 Scheidsrechter: Kristo Tohver (EST) |
| 31 mei Baltische Beker 2014 № 334 «onderlinge duels» | Nauris Bulvītis 6' |       |          | Daugavastadion, Liepāja Toeschouwers: 2.300 Scheidsrechter: Kristo Tohver (EST) |

|                                                                  |                                         |       |         |                                                                                 |
| 3 september Vriendschappelijk № 335 «onderlinge duels» 19:45 uur | Letland                                 | 2 – 0 | Armenië | Skontostadion, Riga Toeschouwers: 4.215 Scheidsrechter: Gediminas Mažeika (LTU) |
| 3 september Vriendschappelijk № 335 «onderlinge duels» 19:45 uur | Valērijs Šabala 16' Valērijs Šabala 75' |       |         | Skontostadion, Riga Toeschouwers: 4.215 Scheidsrechter: Gediminas Mažeika (LTU) |

|                                                                        |            |       |         |                                                                               |
| 9 september EK-kwalificatie Groep A № 336 «onderlinge duels» 18:00 uur | Kazachstan | 0 – 0 | Letland | Astana Arena, Astana Toeschouwers: 15.000 Scheidsrechter: Ivan Kružliak (SVK) |
| 9 september EK-kwalificatie Groep A № 336 «onderlinge duels» 18:00 uur |            |       |         | Astana Arena, Astana Toeschouwers: 15.000 Scheidsrechter: Ivan Kružliak (SVK) |

|                                                                       |         |                                                             |         |                                                                                    |
| 10 oktober EK-kwalificatie Groep A № 337 «onderlinge duels» 18:00 uur | Letland | 0 – 3                                                       | IJsland | Skontostadion, Riga Toeschouwers: 6.354 Scheidsrechter: Robert Schörgenhofer (AUT) |
| 10 oktober EK-kwalificatie Groep A № 337 «onderlinge duels» 18:00 uur |         | 66' Gylfi Sigurðsson 77' Aron Gunnarsson 90' Rúrik Gíslason |         | Skontostadion, Riga Toeschouwers: 6.354 Scheidsrechter: Robert Schörgenhofer (AUT) |

|                                                                       |                            |       |                |                                                                            |
| 13 oktober EK-kwalificatie Groep A № 338 «onderlinge duels» 18:00 uur | Letland                    | 1 – 1 | Turkije        | Skontostadion, Riga Toeschouwers: 6.432 Scheidsrechter: Bobby Madden (SCO) |
| 13 oktober EK-kwalificatie Groep A № 338 «onderlinge duels» 18:00 uur | Valērijs Šabala 54' (pen.) |       | 47' Bilal Kısa | Skontostadion, Riga Toeschouwers: 6.432 Scheidsrechter: Bobby Madden (SCO) |

|                                                                        | |       |         |                                                                                   |
| 16 november EK-kwalificatie Groep A № 339 «onderlinge duels» 18:00 uur | Nederland | 6 – 0 | Letland | Amsterdam ArenA, Amsterdam Toeschouwers: 47.500 Scheidsrechter: Liran Liany (ISR) |
| 16 november EK-kwalificatie Groep A № 339 «onderlinge duels» 18:00 uur | Robin van Persie 6' Arjen Robben 35' Klaas-Jan Huntelaar 42' Jeffrey Bruma 78' Arjen Robben 82' Klaas-Jan Huntelaar 89' |       |         | Amsterdam ArenA, Amsterdam Toeschouwers: 47.500 Scheidsrechter: Liran Liany (ISR) |

### 2015
|                                                           |                  |       |                        |                                                                             |
| 28 maart EK-kwalificatie Groep A № 340 «onderlinge duels» | Tsjechië         | 1 – 1 | Letland                | Eden Aréna, Praag Toeschouwers: 13.722 Scheidsrechter: Xavier Estrada (ESP) |
| 28 maart EK-kwalificatie Groep A № 340 «onderlinge duels» | Václav Pilař 90' |       | 30' Aleksejs Višņakovs | Eden Aréna, Praag Toeschouwers: 13.722 Scheidsrechter: Xavier Estrada (ESP) |

|                                                     |                       |       |                           |                                                                            |
| 31 maart Vriendschappelijk № 341 «onderlinge duels» | Oekraïne              | 1 – 1 | Letland                   | Arena Lviv, Lviv Toeschouwers: 17.500 Scheidsrechter: Harald Lechner (AUT) |
| 31 maart Vriendschappelijk № 341 «onderlinge duels» | Andrij Jarmolenko 48' |       | 90+2' Vitālijs Maksimenko | Arena Lviv, Lviv Toeschouwers: 17.500 Scheidsrechter: Harald Lechner (AUT) |

|                                                                    |         |                                              |           |                                                                                 |
| 12 juni EK-kwalificatie Groep A № 342 «onderlinge duels» 20:45 uur | Letland | 0 – 2                                        | Nederland | Skontostadion, Riga Toeschouwers: 8.087 Scheidsrechter: Svein Oddvar Moen (NOR) |
| 12 juni EK-kwalificatie Groep A № 342 «onderlinge duels» 20:45 uur |         | 67' Georginio Wijnaldum 71' Luciano Narsingh |           | Skontostadion, Riga Toeschouwers: 8.087 Scheidsrechter: Svein Oddvar Moen (NOR) |

|                                                                        |                 |       |                       |                                                                                                   |
| 3 september EK-kwalificatie Groep A № 343 «onderlinge duels» 20:45 uur | Turkije         | 1 – 1 | Letland               | Konya Büyükşehir Torku Arena, Konya Toeschouwers: 35.391 Scheidsrechter: Stefan Johannesson (SWE) |
| 3 september EK-kwalificatie Groep A № 343 «onderlinge duels» 20:45 uur | Selçuk İnan 77' |       | 90+1' Valērijs Šabala | Konya Büyükşehir Torku Arena, Konya Toeschouwers: 35.391 Scheidsrechter: Stefan Johannesson (SWE) |

|                                                                        |                    |       |                                         |                                                                             |
| 6 september EK-kwalificatie Groep A № 344 «onderlinge duels» 18:00 uur | Letland            | 1 – 2 | Tsjechië                                | Skontostadion, Riga Toeschouwers: 7.913 Scheidsrechter: Deniz Aytekin (GER) |
| 6 september EK-kwalificatie Groep A № 344 «onderlinge duels» 18:00 uur | Artūrs Zjuzins 73' |       | 13' David Limberský 25' Vladimír Darida | Skontostadion, Riga Toeschouwers: 7.913 Scheidsrechter: Deniz Aytekin (GER) |

|                                                                       |                                             |       |                                          |                                                                                        |
| 10 oktober EK-kwalificatie Groep A № 345 «onderlinge duels» 18:00 uur | IJsland                                     | 2 – 2 | Letland                                  | Laugardalsvöllur, Reykjavik Toeschouwers: 9.767 Scheidsrechter: Jevhen Aranovsky (UKR) |
| 10 oktober EK-kwalificatie Groep A № 345 «onderlinge duels» 18:00 uur | Kolbeinn Sigþórsson 5' Gylfi Sigurðsson 27' |       | 47' Aleksandrs Cauņa 68' Valērijs Šabala | Laugardalsvöllur, Reykjavik Toeschouwers: 9.767 Scheidsrechter: Jevhen Aranovsky (UKR) |

|                                                                       |         |                   |            |                                                                             |
| 13 oktober EK-kwalificatie Groep A № 346 «onderlinge duels» 20:45 uur | Letland | 0 – 1             | Kazachstan | Skontostadion, Riga Toeschouwers: 7.027 Scheidsrechter: Steven McLean (SCO) |
| 13 oktober EK-kwalificatie Groep A № 346 «onderlinge duels» 20:45 uur |         | 65' Islambek Kuat |            | Skontostadion, Riga Toeschouwers: 7.027 Scheidsrechter: Steven McLean (SCO) |

|                                                        |                  |       |         |                                                                                     |
| 13 november Vriendschappelijk № 347 «onderlinge duels» | Noord-Ierland    | 1 – 0 | Letland | Windsor Park, Belfast Toeschouwers: 11.707 Scheidsrechter: Mohammed Al-Hoaish (KSA) |
| 13 november Vriendschappelijk № 347 «onderlinge duels» | Steven Davis 55' |       |         | Windsor Park, Belfast Toeschouwers: 11.707 Scheidsrechter: Mohammed Al-Hoaish (KSA) |

### 2016
|                                                     |           |       |         |                                                                                               |
| 25 maart Vriendschappelijk № 348 «onderlinge duels» | Slowakije | 0 – 0 | Letland | Štadión Antona Malatinského, Trnava Toeschouwers: 12.405 Scheidsrechter: Harald Lechner (AUT) |
| 25 maart Vriendschappelijk № 348 «onderlinge duels» |           |       |         | Štadión Antona Malatinského, Trnava Toeschouwers: 12.405 Scheidsrechter: Harald Lechner (AUT) |

|                                                     |           | |         |                                                                  |
| 29 maart Vriendschappelijk № 349 «onderlinge duels» | Gibraltar | 0 – 5                                                                                                | Letland | Victoriastadion, Gibraltar Scheidsrechter: Alan Mario Sant (MLT) |
| 29 maart Vriendschappelijk № 349 «onderlinge duels» |           | 46' Jānis Ikaunieks 53' Kaspars Dubra 57' Valērijs Šabala 82' Aleksejs Višņakovs 84' Jānis Ikaunieks |         | Victoriastadion, Gibraltar Scheidsrechter: Alan Mario Sant (MLT) |

|                                                                |                                        |       |                    |                                                                                  |
| 1 juni Baltische Beker 2016 № 350 «onderlinge duels» 18:00 uur | Letland                                | 2 – 1 | Litouwen           | Daugavastadion, Liepāja Toeschouwers: 2.305 Scheidsrechter: Roomer Tarajev (EST) |
| 1 juni Baltische Beker 2016 № 350 «onderlinge duels» 18:00 uur | Artūrs Zjuzins 50' Artjoms Rudņevs 71' |       | 84' Fiodor Černych | Daugavastadion, Liepāja Toeschouwers: 2.305 Scheidsrechter: Roomer Tarajev (EST) |

|                                                                |         |       |         |                                                                                      |
| 4 juni Baltische Beker 2016 № 351 «onderlinge duels» 18:00 uur | Estland | 0 – 0 | Letland | A. Le Coq Arena, Tallinn Toeschouwers: 1.982 Scheidsrechter: Gediminas Mažeika (LTU) |
| 4 juni Baltische Beker 2016 № 351 «onderlinge duels» 18:00 uur |         |       |         | A. Le Coq Arena, Tallinn Toeschouwers: 1.982 Scheidsrechter: Gediminas Mažeika (LTU) |

|                                                        |                                                          |       |                    |                                                                            |
| 2 september Vriendschappelijk № 352 «onderlinge duels» | Letland                                                  | 3 – 1 | Luxemburg          | Skontostadion, Riga Toeschouwers: 4.632 Scheidsrechter: Andrew Davey (NIR) |
| 2 september Vriendschappelijk № 352 «onderlinge duels» | Dāvis Ikaunieks 3' Artūrs Zjuzins 47' Artūrs Zjuzins 51' |       | 46' Daniel da Mota | Skontostadion, Riga Toeschouwers: 4.632 Scheidsrechter: Andrew Davey (NIR) |

|                                                                        |         |                     |         |                                                                                            |
| 6 september WK-kwalificatie Groep B № 353 «onderlinge duels» 20:45 uur | Andorra | 0 – 1               | Letland | Estadi Nacional, Andorra la Vella Toeschouwers: 1.115 Scheidsrechter: Clayton Pisani (MLT) |
| 6 september WK-kwalificatie Groep B № 353 «onderlinge duels» 20:45 uur |         | 48' Valērijs Šabala |         | Estadi Nacional, Andorra la Vella Toeschouwers: 1.115 Scheidsrechter: Clayton Pisani (MLT) |

|                                                                      |         |                                               |         |                                                                             |
| 7 oktober WK-kwalificatie Groep B № 354 «onderlinge duels» 20:45 uur | Letland | 0 – 2                                         | Faeröer | Skontostadion, Riga Toeschouwers: 4.823 Scheidsrechter: Sergiej Bojko (UKR) |
| 7 oktober WK-kwalificatie Groep B № 354 «onderlinge duels» 20:45 uur |         | 19' Sonni Nattestad 70' Jóan Símun Edmundsson |         | Skontostadion, Riga Toeschouwers: 4.823 Scheidsrechter: Sergiej Bojko (UKR) |

|                                                                       |         |                                  |           |                                                                         |
| 10 oktober WK-kwalificatie Groep B № 355 «onderlinge duels» 20:45 uur | Letland | 0 – 2                            | Hongarije | Skontostadion, Riga Toeschouwers: 4.715 Scheidsrechter: Paweł Gil (POL) |
| 10 oktober WK-kwalificatie Groep B № 355 «onderlinge duels» 20:45 uur |         | 10' Ádám Gyurcsó 70' Ádám Szalai |           | Skontostadion, Riga Toeschouwers: 4.715 Scheidsrechter: Paweł Gil (POL) |

|                                                                        |                                                                                           |       |                    |                                                                                |
| 13 november WK-kwalificatie Groep B № 356 «onderlinge duels» 20:45 uur | Portugal                                                                                  | 4 – 1 | Letland            | Estádio Algarve, Loulé Toeschouwers: 20.744 Scheidsrechter: Bobby Madden (SCO) |
| 13 november WK-kwalificatie Groep B № 356 «onderlinge duels» 20:45 uur | Cristiano Ronaldo 28' (pen.) William Carvalho 69' Cristiano Ronaldo 85' Bruno Alves 90+2' |       | 67' Artūrs Zjuzins | Estádio Algarve, Loulé Toeschouwers: 20.744 Scheidsrechter: Bobby Madden (SCO) |

### 2017
|                                                                     |                 |       |         |                                                                                        |
| 25 maart WK-kwalificatie Groep B № 357 «onderlinge duels» 20:45 uur | Zwitserland     | 1 – 0 | Letland | Stade de Genève, Lancy Toeschouwers: 25.000 Scheidsrechter: Vladislav Bezborodov (RUS) |
| 25 maart WK-kwalificatie Groep B № 357 «onderlinge duels» 20:45 uur | Josip Drmić 66' |       |         | Stade de Genève, Lancy Toeschouwers: 25.000 Scheidsrechter: Vladislav Bezborodov (RUS) |

|                                                               | |       |         |                                                                      |
| 28 maart Vriendschappelijk № 358 «onderlinge duels» 15:00 uur | Georgië                                                                                                  | 5 – 0 | Letland | Boris Paitsjadzestadion, Tbilisi Scheidsrechter: Suren Baliyan (ARM) |
| 28 maart Vriendschappelijk № 358 «onderlinge duels» 15:00 uur | Jano Ananidze 18' (pen.) Giorgi Kvilitaia 33' Giorgi Kvilitaia 68' Jano Ananidze 78' Giorgi Arabidze 90' |       |         | Boris Paitsjadzestadion, Tbilisi Scheidsrechter: Suren Baliyan (ARM) |

|                                                                   |         |                                                             |          |                                                                             |
| 9 juni WK-kwalificatie Groep B № 359 «onderlinge duels» 20:45 uur | Letland | 0 – 3                                                       | Portugal | Skontostadion, Riga Toeschouwers: 8.087 Scheidsrechter: István Kovács (ROM) |
| 9 juni WK-kwalificatie Groep B № 359 «onderlinge duels» 20:45 uur |         | 41' Cristiano Ronaldo 63' Cristiano Ronaldo 67' André Gomes |          | Skontostadion, Riga Toeschouwers: 8.087 Scheidsrechter: István Kovács (ROM) |

|                                                              |                     |       |                                 |                                                                               |
| 12 juni Vriendschappelijk № 360 «onderlinge duels» 20:45 uur | Letland             | 1 – 2 | Estland                         | Skontostadion, Riga Toeschouwers: 3.157 Scheidsrechter: Kirill Levnikov (RUS) |
| 12 juni Vriendschappelijk № 360 «onderlinge duels» 20:45 uur | Dāvis Ikaunieks 22' |       | 51' Sergei Zenjov 77' Ats Purje | Skontostadion, Riga Toeschouwers: 3.157 Scheidsrechter: Kirill Levnikov (RUS) |

|                                                                        |                                                                |       |                     |                                                                                       |
| 31 augustus WK-kwalificatie Groep B № 361 «onderlinge duels» 20:45 uur | Hongarije                                                      | 3 – 1 | Letland             | Groupama Arena, Boedapest Toeschouwers: 20.000 Scheidsrechter: Jevhen Aranovsky (UKR) |
| 31 augustus WK-kwalificatie Groep B № 361 «onderlinge duels» 20:45 uur | Tamás Kádár 6' Ádám Szalai 26' Aleksandrs Solovjovs 68' (e.d.) |       | 40' Gints Freimanis | Groupama Arena, Boedapest Toeschouwers: 20.000 Scheidsrechter: Jevhen Aranovsky (UKR) |

|                                                                        |         |                                                                     |             |                                                                                |
| 3 september WK-kwalificatie Groep B № 362 «onderlinge duels» 20:45 uur | Letland | 0 – 3                                                               | Zwitserland | Skontostadion, Riga Toeschouwers: 7.587 Scheidsrechter: Serdar Gözübüyük (NED) |
| 3 september WK-kwalificatie Groep B № 362 «onderlinge duels» 20:45 uur |         | 9' Haris Seferović 54' Blerim Džemaili 58' (pen.) Ricardo Rodríguez |             | Skontostadion, Riga Toeschouwers: 7.587 Scheidsrechter: Serdar Gözübüyük (NED) |

|                                                                      |         |       |         |                                                                                     |
| 7 oktober WK-kwalificatie Groep B № 363 «onderlinge duels» 18:00 uur | Faeröer | 0 – 0 | Letland | Tórsvøllur, Tórshavn Toeschouwers: 4.203 Scheidsrechter: Robert Schörgenhofer (AUT) |
| 7 oktober WK-kwalificatie Groep B № 363 «onderlinge duels» 18:00 uur |         |       |         | Tórsvøllur, Tórshavn Toeschouwers: 4.203 Scheidsrechter: Robert Schörgenhofer (AUT) |

|                                                                       |                                                                                |       |         |                                                                                             |
| 10 oktober WK-kwalificatie Groep B № 364 «onderlinge duels» 20:45 uur | Letland                                                                        | 4 – 0 | Andorra | Skontostadion, Riga Toeschouwers: 4.153 Scheidsrechter: Mads-Kristoffer Kristoffersen (DEN) |
| 10 oktober WK-kwalificatie Groep B № 364 «onderlinge duels» 20:45 uur | Dāvis Ikaunieks 11' Valērijs Šabala 19' Valērijs Šabala 59' Igors Tarasovs 63' |       |         | Skontostadion, Riga Toeschouwers: 4.153 Scheidsrechter: Mads-Kristoffer Kristoffersen (DEN) |

|                                                                 |                                        |       |         |                                                                             |
| 7 november Vriendschappelijk № 365 «onderlinge duels» 18:00 uur | Saoedi-Arabië                          | 2 – 0 | Letland | Estádio Nacional, Oeiras Toeschouwers: 25 Scheidsrechter: Hugo Miguel (POR) |
| 7 november Vriendschappelijk № 365 «onderlinge duels» 18:00 uur | Ali Al-Zaqaan 39' Mukhtar Fallatah 45' |       |         | Estádio Nacional, Oeiras Toeschouwers: 25 Scheidsrechter: Hugo Miguel (POR) |

|                                                                  |                                                                           |       |                                                              |                                                                                                |
| 13 november Vriendschappelijk № 366 «onderlinge duels» 19:30 uur | Kosovo                                                                    | 4 – 3 | Letland                                                      | Stadiumi Olimpik Adem Jashari, Mitrovica Toeschouwers: 5.116 Scheidsrechter: Enea Jorgji (ALB) |
| 13 november Vriendschappelijk № 366 «onderlinge duels» 19:30 uur | Amir Rrahmani 13' Vedat Muriqi 45' Elbasan Rashani 86' Besar Halimi 90+4' |       | 11' Glebs Kļuškins 31' Dāvis Ikaunieks 59' Alans Siņeļņikovs | Stadiumi Olimpik Adem Jashari, Mitrovica Toeschouwers: 5.116 Scheidsrechter: Enea Jorgji (ALB) |

### 2018
|                                                                 |                   |       |         |                                                                                   |
| 3 februari Vriendschappelijk № 367 «onderlinge duels» 17:30 uur | Zuid-Korea        | 1 – 0 | Letland | Mardan Spor Kompleksi, Aksu Toeschouwers: 110 Scheidsrechter: Ali Palabıyık (TUR) |
| 3 februari Vriendschappelijk № 367 «onderlinge duels» 17:30 uur | Kim Shin-wook 33' |       |         | Mardan Spor Kompleksi, Aksu Toeschouwers: 110 Scheidsrechter: Ali Palabıyık (TUR) |

|                                                               |                    |       |                          |                                                                                              |
| 22 maart Vriendschappelijk № 368 «onderlinge duels» 18:00 uur | Faeröer            | 1 – 1 | Letland                  | Marbella Football Center, Marbella Toeschouwers: 152 Scheidsrechter: Ola Hobber Nilsen (NOR) |
| 22 maart Vriendschappelijk № 368 «onderlinge duels» 18:00 uur | Atli Gregersen 27' |       | 69' Vladislavs Fjodorovs | Marbella Football Center, Marbella Toeschouwers: 152 Scheidsrechter: Ola Hobber Nilsen (NOR) |

|                                                               |                 |       |         |                                                                                            |
| 25 maart Vriendschappelijk № 369 «onderlinge duels» 16:00 uur | Gibraltar       | 1 – 0 | Letland | Victoriastadion, Gibraltar Toeschouwers: 1.306 Scheidsrechter: Trustin Farrufia Cann (MLT) |
| 25 maart Vriendschappelijk № 369 «onderlinge duels» 16:00 uur | Liam Walker 88' |       |         | Victoriastadion, Gibraltar Toeschouwers: 1.306 Scheidsrechter: Trustin Farrufia Cann (MLT) |

|                                                                |                     |       |         |                                                                                      |
| 2 juni Baltische Beker 2018 № 370 «onderlinge duels» 18:00 uur | Letland             | 1 – 0 | Estland | Daugavastadion, Riga Toeschouwers: 4.251 Scheidsrechter: Manfredas Lukjančukas (LTU) |
| 2 juni Baltische Beker 2018 № 370 «onderlinge duels» 18:00 uur | Jānis Ikaunieks 70' |       |         | Daugavastadion, Riga Toeschouwers: 4.251 Scheidsrechter: Manfredas Lukjančukas (LTU) |

|                                                                |                       |       |                   |                                                                              |
| 5 juni Baltische Beker 2018 № 371 «onderlinge duels» 18:00 uur | Litouwen              | 1 – 1 | Letland           | LFF-stadion, Vilnius Toeschouwers: 1.000 Scheidsrechter: Kristo Tohver (EST) |
| 5 juni Baltische Beker 2018 № 371 «onderlinge duels» 18:00 uur | Karolis Laukžemis 86' |       | 46' Kaspars Dubra | LFF-stadion, Vilnius Toeschouwers: 1.000 Scheidsrechter: Kristo Tohver (EST) |

|                                                             |                        |       |                                                              |                                                                                     |
| 9 juni Vriendschappelijk № 372 «onderlinge duels» 17:00 uur | Letland                | 1 – 3 | Azerbeidzjan                                                 | Daugavastadion, Riga Toeschouwers: 3.590 Scheidsrechter: Dzjanis Sjtsjarbakov (BLR) |
| 9 juni Vriendschappelijk № 372 «onderlinge duels» 17:00 uur | Roberts Uldrikis 90+3' |       | 20' Maksim Medvedev 57' Cavid İmamverdiyev 63' Emin Mahmudov | Daugavastadion, Riga Toeschouwers: 3.590 Scheidsrechter: Dzjanis Sjtsjarbakov (BLR) |

|                                                                             |         |       |         |                                                                              |
| 6 september UEFA Nations League Groep D1 № 373 «onderlinge duels» 21:45 uur | Letland | 0 – 0 | Andorra | Daugavastadion, Riga Toeschouwers: 4.803 Scheidsrechter: Keith Kennedy (NIR) |
| 6 september UEFA Nations League Groep D1 № 373 «onderlinge duels» 21:45 uur |         |       |         | Daugavastadion, Riga Toeschouwers: 4.803 Scheidsrechter: Keith Kennedy (NIR) |

|                                                                             |                                |       |         |                                                                                                   |
| 9 september UEFA Nations League Groep D1 № 374 «onderlinge duels» 18:00 uur | Georgië                        | 1 – 0 | Letland | Boris Paitsjadzestadion, Tbilisi Toeschouwers: 45.716 Scheidsrechter: Anastasios Papapetrou (GRE) |
| 9 september UEFA Nations League Groep D1 № 374 «onderlinge duels» 18:00 uur | Tornike Okriasjvili 77' (pen.) |       |         | Boris Paitsjadzestadion, Tbilisi Toeschouwers: 45.716 Scheidsrechter: Anastasios Papapetrou (GRE) |

|                                                                            |                       |       |                           |                                                                               |
| 13 oktober UEFA Nations League Groep D1 № 375 «onderlinge duels» 18:00 uur | Letland               | 1 – 1 | Kazachstan                | Daugavastadion, Riga Toeschouwers: 4.878 Scheidsrechter: Harald Lechner (AUT) |
| 13 oktober UEFA Nations League Groep D1 № 375 «onderlinge duels» 18:00 uur | Artūrs Karašausks 40' |       | 16' Bakitiar Zajnoetdinov | Daugavastadion, Riga Toeschouwers: 4.878 Scheidsrechter: Harald Lechner (AUT) |

|                                                                            |         |                                                           |         |                                                                               |
| 16 oktober UEFA Nations League Groep D1 № 376 «onderlinge duels» 20:45 uur | Letland | 0 – 3                                                     | Georgië | Daugavastadion, Riga Toeschouwers: 3.185 Scheidsrechter: Petr Ardeleanu (CZE) |
| 16 oktober UEFA Nations League Groep D1 № 376 «onderlinge duels» 20:45 uur |         | 8' Dzjaba Kankava 29' Vako Gvilia 61' Giorgi Tsjakvetadze |         | Daugavastadion, Riga Toeschouwers: 3.185 Scheidsrechter: Petr Ardeleanu (CZE) |

|                                                                             |                             |       |                   |                                                                           |
| 15 november UEFA Nations League Groep D1 № 377 «onderlinge duels» 18:00 uur | Kazachstan                  | 1 – 1 | Letland           | Astana Arena, Astana Toeschouwers: 21.463 Scheidsrechter: Jens Maae (DEN) |
| 15 november UEFA Nations League Groep D1 № 377 «onderlinge duels» 18:00 uur | Gafoerzjan Soejoembajev 37' |       | 49' Deniss Rakels | Astana Arena, Astana Toeschouwers: 21.463 Scheidsrechter: Jens Maae (DEN) |

|                                                                             |         |       |         |                                                                                              |
| 19 november UEFA Nations League Groep D1 № 378 «onderlinge duels» 18:00 uur | Andorra | 0 – 0 | Letland | Estadi Nacional, Andorra la Vella Toeschouwers: 1.021 Scheidsrechter: Halil Umut Meler (TUR) |
| 19 november UEFA Nations League Groep D1 № 378 «onderlinge duels» 18:00 uur |         |       |         | Estadi Nacional, Andorra la Vella Toeschouwers: 1.021 Scheidsrechter: Halil Umut Meler (TUR) |

### 2019
|                                                                     |                                                      |       |                            |                                                                               |
| 21 maart EK-kwalificatie Groep G № 379 «onderlinge duels» 20:45 uur | Noord-Macedonië                                      | 3 – 1 | Letland                    | Telekom Arena, Skopje Toeschouwers: 7.043 Scheidsrechter: Halis Özkahya (TUR) |
| 21 maart EK-kwalificatie Groep G № 379 «onderlinge duels» 20:45 uur | Ezgjan Alioski 11' Eljif Elmas 29' Eljif Elmas 90+3' |       | 87' (e.d.) Darko Velkovski | Telekom Arena, Skopje Toeschouwers: 7.043 Scheidsrechter: Halis Özkahya (TUR) |

|                                                                     |                                       |       |         |                                                                                      |
| 24 maart EK-kwalificatie Groep G № 380 «onderlinge duels» 20:45 uur | Polen                                 | 2 – 0 | Letland | Nationaal Stadion, Warschau Toeschouwers: 51.112 Scheidsrechter: Aliyar Ağayev (AZE) |
| 24 maart EK-kwalificatie Groep G № 380 «onderlinge duels» 20:45 uur | Robert Lewandowski 76' Kamil Glik 84' |       |         | Nationaal Stadion, Warschau Toeschouwers: 51.112 Scheidsrechter: Aliyar Ağayev (AZE) |

|                                                                   |         |                                                 |        |                                                                              |
| 7 juni EK-kwalificatie Groep G № 381 «onderlinge duels» 20:45 uur | Letland | 0 – 3                                           | Israël | Daugavastadion, Riga Toeschouwers: 5.508 Scheidsrechter: Sergej Ivanov (RUS) |
| 7 juni EK-kwalificatie Groep G № 381 «onderlinge duels» 20:45 uur |         | 10' Eran Zahavi 60' Eran Zahavi 81' Eran Zahavi |        | Daugavastadion, Riga Toeschouwers: 5.508 Scheidsrechter: Sergej Ivanov (RUS) |

|                                                                    |         |                                                                                            |          |                                                                             |
| 10 juni EK-kwalificatie Groep G № 382 «onderlinge duels» 20:45 uur | Letland | 0 – 5                                                                                      | Slovenië | Daugavastadion, Riga Toeschouwers: 4.011 Scheidsrechter: Kevin Clancy (SCO) |
| 10 juni EK-kwalificatie Groep G № 382 «onderlinge duels» 20:45 uur |         | 24' Domen Črnigoj 27' Domen Črnigoj 29' (pen.) Josip Iličić 44' Josip Iličić 47' Miha Zajc |          | Daugavastadion, Riga Toeschouwers: 4.011 Scheidsrechter: Kevin Clancy (SCO) |

|                                                                        | |       |         |                                                                                     |
| 6 september EK-kwalificatie Groep G № 383 «onderlinge duels» 20:45 uur | Oostenrijk | 6 – 0 | Letland | Red Bull Arena, Salzburg Toeschouwers: 16.300 Scheidsrechter: Robert Hennessy (IRL) |
| 6 september EK-kwalificatie Groep G № 383 «onderlinge duels» 20:45 uur | Marko Arnautović 7' Marcel Sabitzer 13' Marko Arnautović 53' (pen.) Pāvels Šteinbors 76' (e.d.) Konrad Laimer 80' Michael Gregoritsch 85' |       |         | Red Bull Arena, Salzburg Toeschouwers: 16.300 Scheidsrechter: Robert Hennessy (IRL) |

|                                                                        |         |                                  |                 |                                                                            |
| 9 september EK-kwalificatie Groep G № 384 «onderlinge duels» 20:45 uur | Letland | 0 – 2                            | Noord-Macedonië | Daugavastadion, Riga Toeschouwers: 2.724 Scheidsrechter: Espen Eskås (NOR) |
| 9 september EK-kwalificatie Groep G № 384 «onderlinge duels» 20:45 uur |         | 14' Goran Pandev 17' Enis Bardhi |                 | Daugavastadion, Riga Toeschouwers: 2.724 Scheidsrechter: Espen Eskås (NOR) |

|                                                                       |         |                                                                     |       |                                                                              |
| 10 oktober EK-kwalificatie Groep G № 385 «onderlinge duels» 20:45 uur | Letland | 0 – 3                                                               | Polen | Daugavastadion, Riga Toeschouwers: 7.107 Scheidsrechter: Halis Özkahya (POL) |
| 10 oktober EK-kwalificatie Groep G № 385 «onderlinge duels» 20:45 uur |         | 9' Robert Lewandowski 13' Robert Lewandowski 76' Robert Lewandowski |       | Daugavastadion, Riga Toeschouwers: 7.107 Scheidsrechter: Halis Özkahya (POL) |

|                                                                       |                                                     |       |                      |                                                                                   |
| 15 oktober EK-kwalificatie Groep G № 386 «onderlinge duels» 20:45 uur | Israël                                              | 3 – 1 | Letland              | Turnerstadion, Beër Sjeva Toeschouwers: 9.150 Scheidsrechter: Arnold Hunter (NIR) |
| 15 oktober EK-kwalificatie Groep G № 386 «onderlinge duels» 20:45 uur | Moanes Dabour 16' Eran Zahavi 26' Moanes Dabour 42' |       | 40' Vladimirs Kamešs | Turnerstadion, Beër Sjeva Toeschouwers: 9.150 Scheidsrechter: Arnold Hunter (NIR) |

|                                                                        |                           |       |         |                                                                                    |
| 16 november EK-kwalificatie Groep G № 387 «onderlinge duels» 18:00 uur | Slovenië                  | 1 – 0 | Letland | Stožicestadion, Ljubljana Toeschouwers: 11.924 Scheidsrechter: Radu Petrescu (ROU) |
| 16 november EK-kwalificatie Groep G № 387 «onderlinge duels» 18:00 uur | Igors Tarasovs 53' (e.d.) |       |         | Stožicestadion, Ljubljana Toeschouwers: 11.924 Scheidsrechter: Radu Petrescu (ROU) |

|                                                                        |                |       |            |                                                                                    |
| 19 november EK-kwalificatie Groep G № 388 «onderlinge duels» 20:45 uur | Letland        | 1 – 0 | Oostenrijk | Daugavastadion, Riga Toeschouwers: 2.781 Scheidsrechter: Alejandro Hernández (ESP) |
| 19 november EK-kwalificatie Groep G № 388 «onderlinge duels» 20:45 uur | Mārcis Ošs 65' |       |            | Daugavastadion, Riga Toeschouwers: 2.781 Scheidsrechter: Alejandro Hernández (ESP) |

LFF · A-internationals · Bondscoaches · Statistieken · Lets vrouwenelftal · Olympisch elftal · Letland U21 · Letland U20 · Letland U19 · Letland U18 · Letland U17 · Letland U16
1922 – 1929 ·
1930 – 1940 ·
1950 – 1989 · 
1990 – 1999 ·
2000 – 2009 ·
2010 – 2019 ·
2020 – 2029
EK 1996 · 
EK 2000 · 
EK 2004 · 
EK 2008 · 
EK 2012
WK 1994 · 
WK 1998 · 
WK 2002 · 
WK 2006 · 
WK 2010 · 
WK 2014
OS 1924
1922 · 
1923 · 
1924 · 
1925 · 
1926 · 
1927 · 
1928 · 
1929 · 
1930 · 
1931 · 
1932 · 
1933 · 
1934 · 
1935 · 
1936 · 
1937 · 
1938 · 
1939 · 
1940 · 
1941 · 
1942 · 
1943 · 1944 · 
1945 · 
1946 · 
1947 · 
1948 · 
1949 · 
1950 – 1990 · 
1991 · 
1992 · 
1993 · 
1994 · 
1995 · 
1996 · 
1997 · 
1998 · 
1999 · 
2000 · 
2001 · 
2002 · 
2003 · 
2004 · 
2005 · 
2006 · 
2007 · 
2008 · 
2009 · 
2010 · 
2011 · 
2012 · 
2013 · 
2014 · 
2015 · 
2016 · 
2017 ·
2018 ·
2019 ·
2020 ·
2021 ·
2022
Albanië ·
Andorra ·
Angola ·
Armenië ·
Azerbeidzjan ·
Bahrein ·
België ·
Bolivia ·
Bosnië en Herzegovina ·
Brazilië ·
Bulgarije ·
China ·
Cyprus ·
Denemarken ·
Duitsland ·
Engeland ·
Estland ·
Faeröer · 
Finland ·
Frankrijk ·
Georgië ·
Ghana ·
Gibraltar ·
Griekenland ·
Honduras ·
Hongarije ·
Ierland ·
IJsland ·
Israël ·
Japan ·
Kazachstan ·
Koeweit ·
Kosovo ·
Kroatië ·
Liechtenstein ·
Litouwen ·
Luxemburg ·
Malta ·
Moldavië ·
Montenegro ·
Nederland ·
Noord-Ierland ·
Noord-Korea ·
Noord-Macedonië ·
Noorwegen ·
Oekraïne ·
Oezbekistan · 
Oman ·
Oostenrijk ·
Polen ·
Portugal ·
Qatar ·
Roemenië · 
Rusland ·
San Marino ·
Saoedi-Arabië ·
Schotland ·
Slovenië ·
Slowakije ·
Spanje ·
Thailand ·
Tsjechië ·
Tunesië ·
Turkije ·
Verenigde Staten ·
Wales ·
Wit-Rusland ·
Zuid-Korea ·
Zweden ·
Zwitserland
AFC-zone: Afghanistan · Australië · Bahrein · Bangladesh · Bhutan · Brunei · Cambodja · China · Chinees Taipei · Filipijnen · Guam · Hongkong · India · Indonesië · Iran · Irak · Japan · Jemen · Jordanië · Koeweit · Kirgizië · Laos · Libanon · Macau · Maleisië · Maldiven · Mongolië · Myanmar · Nepal · Noord-Korea · Oezbekistan · Oman · Oost-Timor · Pakistan · Palestina · Qatar · Saoedi-Arabië · Singapore · Sri Lanka · Syrië · Tadjikistan · Thailand · Turkmenistan · Verenigde Arabische Emiraten · Vietnam · Zuid-Korea

CAF-zone: Algerije · Angola · Benin · Botswana · Burkina Faso · Burundi · Centraal-Afrikaanse Republiek · Comoren · Congo-Brazzaville · Congo-Kinshasa · Djibouti · Egypte · Equatoriaal-Guinea · Eritrea · Ethiopië · Gabon · Gambia · Ghana · Guinee · Guinee-Bissau · Ivoorkust · Kaapverdië · Kameroen · Kenia · Lesotho · Liberia · Libië · Madagaskar · Malawi · Mali · Mauritanië · Mauritius · Marokko · Mozambique · Namibië · Niger · Nigeria · Oeganda · Rwanda · Sao Tomé en Principe · Senegal · Seychellen · Sierra Leone · Soedan · Somalië · Swaziland · Tanzania · Togo · Tsjaad · Tunesië · Zambia · Zimbabwe · Zuid-Afrika · Zuid-Soedan 

CONCACAF-zone: Amerikaanse Maagdeneilanden · Anguilla · Antigua en Barbuda · Aruba · Bahama's · Barbados · Belize · Bermuda · Britse Maagdeneilanden · Canada · Kaaimaneilanden · Costa Rica · Cuba · Curaçao · Dominica · Dominicaanse Republiek · El Salvador · Frans Guyana · Grenada · Guadeloupe · Guatemala · Guyana · Haïti · Honduras · Jamaica · Martinique · Mexico · Montserrat · 
Nicaragua · Panama · Puerto Rico · Saint Kitts en Nevis · Saint Lucia · Saint Vincent en de Grenadines · Sint Maarten · Suriname · Trinidad en Tobago · Turks- en Caicoseilanden · Verenigde Staten

CONMEBOL-zone: Argentinië · Bolivia · Brazilië · Chili · Colombia · Ecuador · Paraguay · Peru · Uruguay · Venezuela

OFC-zone: Amerikaans-Samoa · Cookeilanden · Fiji · Nieuw-Caledonië · Nieuw-Zeeland · Papoea-Nieuw-Guinea · Samoa · Salomoneilanden · Tahiti · Tonga · Vanuatu

UEFA-zone: Albanië · Andorra · Armenië · Azerbeidzjan · België · Bosnië en Herzegovina · Bulgarije · Cyprus · Denemarken · Duitsland · Engeland · Estland · Faeröer · Finland · Frankrijk · Georgië · Gibraltar · Griekenland · Hongarije · IJsland · Ierland · Israël · Italië · Kazachstan · Kosovo · Kroatië · Letland · Liechtenstein · Litouwen · Luxemburg · Macedonië · Malta · Moldavië · Montenegro · Nederland · Noord-Ierland · Noorwegen · Oekraïne · Oostenrijk · Polen · Portugal · Roemenië · Rusland · San Marino · Schotland · Servië · Slovenië · Slowakije · Spanje · Tsjechië · Turkije · Wales · Wit-Rusland · Zweden · Zwitserland